# Lijst van rijksmonumenten in Gieten
De plaats Gieten telt 14 inschrijvingen in het rijksmonumentenregister. Hieronder een overzicht. Zie ook de Lijst van rijksmonumenten in Aa en Hunze.
| Object                                                                          | Oorspronkelijke functie?  | Bouwjaar                                                    | Architect               | Locatie         | Coördinaten?                 | Nr.?   | Afbeelding                                 |
| ------------------------------------------------------------------------------- | ------------------------- | ----------------------------------------------------------- | ----------------------- | --------------- | ---------------------------- | ------ | ------------------------------------------ |
| Hazewind                                                                        | Industrie- en poldermolen | 1853 1949 (herst.) 1964 (herst.) 2004 (rest.)               |                         | t.o. Naweg 5    | 53° 0' 23" NB, 6° 45' 44" OL | 16126  | Meer afbeeldingen                          |
| Hervormde Kerk van Gieten                                                       | Kerk en kerkonderdeel     | 1302 (eerste vermelding) 1626 of later (herb.) 1849 (schip) |                         | Brink 8         | 53° 0' 20" NB, 6° 45' 51" OL | 16127  | Meer afbeeldingen                          |
| Toren Hervormde Kerk van Gieten                                                 | Kerk en kerkonderdeel     | 17e eeuw 1804 (verb.) 1864 (herb.) 1975 (rest.)             | H. Winters (1804)       | Brink 8         | 53° 0' 20" NB, 6° 45' 50" OL | 16128  | Meer afbeeldingen                          |
| Klein Hilbingshof                                                               | Boerderij                 | 1604 (kern) 1959-'60 (rest.)                                |                         | De Bonne 2      | 53° 0' 23" NB, 6° 46' 35" OL | 16129  | Meer afbeeldingen                          |
| Terrein van de voormalige havezate Entinge                                      | Kasteel, buitenplaats     | begin 17e eeuw 1807 (sloop)                                 |                         | t.o. De Bonne 2 | 53° 0' 24" NB, 6° 46' 30" OL | 16130  | Terrein van de voormalige havezate Entinge |
| Terrein met elf grafheuvels                                                     | Archeologisch monument    | IJzertijd                                                   |                         | Zwanemeer       | 53° 0' 58" NB, 6° 45' 20" OL | 507523 | Upload foto                                |
| Terrein met 26 grafheuvels                                                      | Archeologisch monument    | Bronstijd en/of IJzertijd                                   |                         | Zwanemeer       | 53° 0' 54" NB, 6° 45' 32" OL | 507524 | Upload foto                                |
| Dokterswoning met art-nouveau-invloeden                                         | Dienstwoning              | ca. 1910 1937 (uitbr.)                                      | H. Heertens Gzn. (1937) | Asserstraat 8   | 53° 0' 15" NB, 6° 45' 43" OL | 510858 | Dokterswoning met art-nouveau-invloeden    |
| Boerderij onder afgewolfd met pannen en riet gedekt zadeldak                    | Boerderij                 | 1870                                                        |                         | Asserstraat 10  | 53° 0' 14" NB, 6° 45' 39" OL | 510859 | Meer afbeeldingen                          |
| Huize De Merel                                                                  | Woonhuis                  | 1921                                                        |                         | Brink 11        | 53° 0' 23" NB, 6° 45' 48" OL | 510860 | Meer afbeeldingen                          |
| Voorm. gemeentehuis (1896-1976)                                                 | Bestuursgebouw en onderdl | 1896 1920 (uitbr.) 1950-1959 (verb.)                        |                         | Brink 17        | 53° 0' 26" NB, 6° 45' 49" OL | 510861 | Meer afbeeldingen                          |
| Voorm. woning met winkel in eclectische stijl                                   | Werk-woonhuis             | 1896                                                        |                         | Brink 20        | 53° 0' 25" NB, 6° 45' 51" OL | 510862 | Meer afbeeldingen                          |
| Woning in traditionalistische stijl                                             | Woonhuis                  | ca. 1930                                                    |                         | Julianalaan 1   | 53° 0' 24" NB, 6° 45' 31" OL | 510864 | Meer afbeeldingen                          |
| Krimpenboerderij in baksteen onder met riet en pannen gedekt afgewolfd zadeldak | Boerderij                 | 1874 1930-1939 (serre)                                      |                         | Veenhof 5       | 53° 0' 14" NB, 6° 48' 36" OL | 510865 | Meer afbeeldingen                          |